# رابرتس (مونتانا)
رابرتس (به انگلیسی: Roberts) شهری در ایالت مونتانا کشور ایالات متحده آمریکا است که جمعیت آن در سرشماری سال ۲۰۱۰ میلادی، ۳۶۱ نفر بوده‌است.